# Sicyos ampelophyllus
Sicyos ampelophyllus är en gurkväxtart som beskrevs av Elmer Ottis Wooton och Standl. Sicyos ampelophyllus ingår i släktet hårgurkor, och familjen gurkväxter. Inga underarter finns listade i Catalogue of Life.